# Chemin de fer de l’État de Genève
| Elektrischer Doppelstocktriebwagen der SNCF in Genève-Eaux-Vives, 2009 |                      |                                                   |                                                   |
| Streckennummer (SNCF): | 894 000              |                                                   |                                                   |
| Streckenlänge: | 6 km                 |                                                   |                                                   |
| Spurweite: | 1435 mm (Normalspur) |                                                   |                                                   |
| Stromsystem: | 25 kV 50 Hz ~        |                                                   |                                                   |
| Maximale Neigung: | 20 ‰                 |                                                   |                                                   |
| |                      |                                                   |                                                   |
| \| \| \| Strecke von Évian-les-Bains \| \| \| \| 0.00 \| Annemasse \| 435 m ü. M. \| \| \| \| Strecke nach Longeray, Strecke nach Aix-les-Bains \| \| \| \| \| CEVA nach Genève-Cornavin \| \| \| \| 1.05 \| Ambilly \| 427 m ü. M. \| \| \| 2.00 \| Staatsgrenze Frankreich/Schweiz \| 425 m ü. M. \| \| \| \| (zugleich Eigentumsgrenze SNCF/CFEG) \| \| \| \| \| Chêne-Bourg (bis 1983[1] und 2011–2013) \| 421 m ü. M. \| \| \| \| Tunnel du Grange-Canal (359 m) \| \| \| \| 5.99 \| Genève-Eaux-Vives \| 401 m ü. M. \| |                      |                                                   |                                                   |
| Strecke |                      | Strecke von Évian-les-Bains                       | Strecke von Évian-les-Bains                       |
| Bahnhof | 0.00                 | Annemasse                                         | 435 m ü. M.                                       |
| Abzweig geradeaus und nach links |                      | Strecke nach Longeray, Strecke nach Aix-les-Bains | Strecke nach Longeray, Strecke nach Aix-les-Bains |
| Abzweig ehemals geradeaus und nach rechts |                      | CEVA nach Genève-Cornavin                         | CEVA nach Genève-Cornavin                         |
| Haltepunkt / Haltestelle (Strecke außer Betrieb) | 1.05                 | Ambilly                                           | 427 m ü. M.                                       |
| Grenze auf Brücke über Wasserlauf (Strecke außer Betrieb) | 2.00                 | Staatsgrenze Frankreich/Schweiz                   | 425 m ü. M.                                       |
| Strecke (außer Betrieb) |                      | (zugleich Eigentumsgrenze SNCF/CFEG)              | (zugleich Eigentumsgrenze SNCF/CFEG)              |
| Haltepunkt / Haltestelle (Strecke außer Betrieb) |                      | Chêne-Bourg (bis 1983 und 2011–2013)              | 421 m ü. M.                                       |
| Tunnel (Strecke außer Betrieb) |                      | Tunnel du Grange-Canal (359 m)                    | Tunnel du Grange-Canal (359 m)                    |
| Haltepunkt / Haltestelle Streckenende (Strecke außer Betrieb) | 5.99                 | Genève-Eaux-Vives                                 | 401 m ü. M.                                       |

Die Chemin de fer de l’État de Genève (CFEG) ist die «Genfer Staatsbahn» (resp. «Eisenbahn des Standes Genf») in der Schweiz.
Die CFEG ist eine reine Eisenbahn-Infrastrukturgesellschaft; ihr gehört der auf Schweizer Boden liegende Abschnitt der am 1. Juni 1888 eröffneten Eisenbahnstrecke Genève–Annemasse.
Da es sich um keine Eisenbahn-Verkehrsgesellschaft handelt, ist insbesondere für den durchgehenden Bahnbetrieb auch der Name Genève–Annemasse (GA) in Gebrauch. In amtlichen Werken wie Staatsverträgen wird hingegen stets der offizielle, amtliche Name Chemin de fer de l’État de Genève verwendet.

## Bahnstrecke

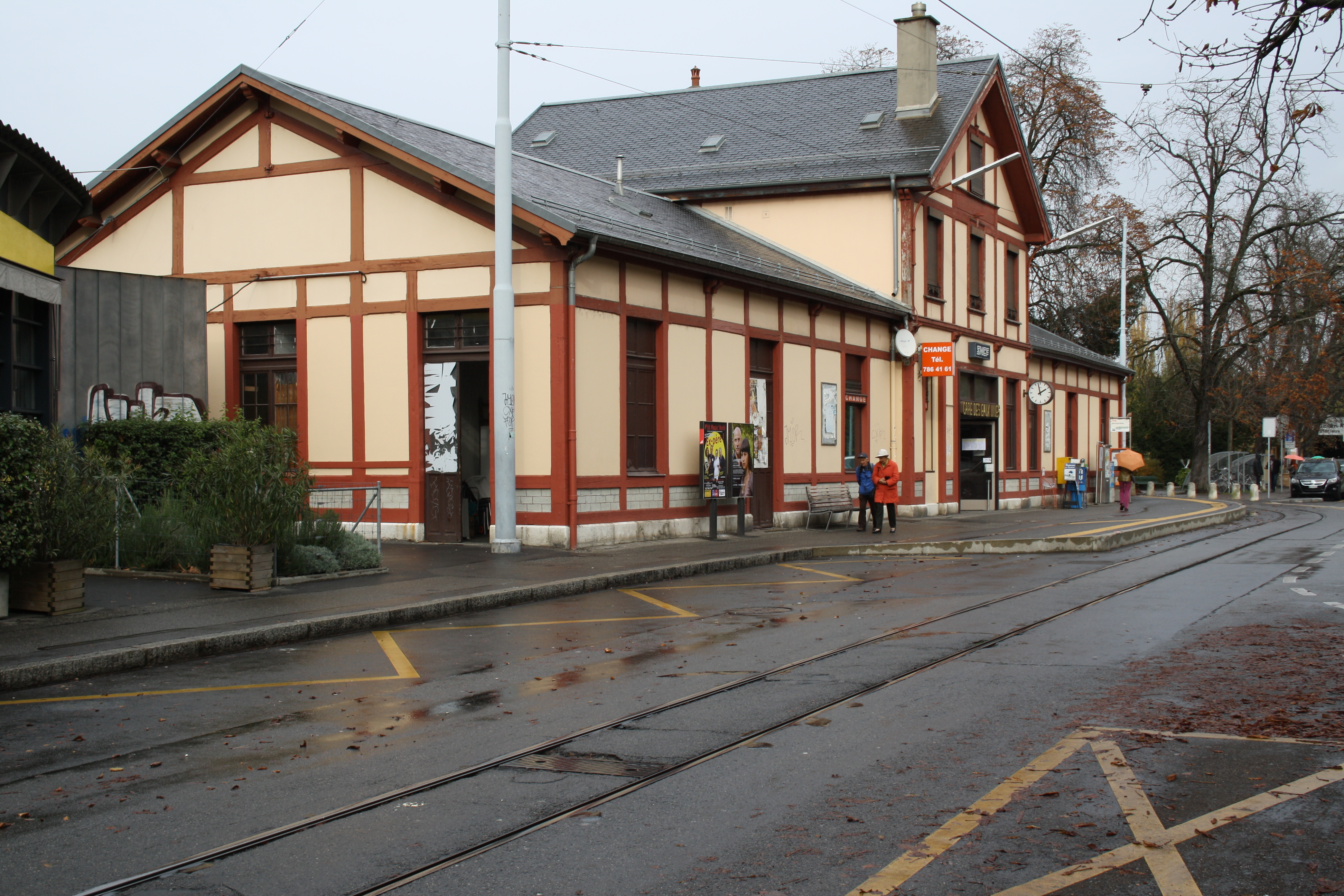
Alter Bahnhof Genève-Eaux-Vives, im Vordergrund ein Gleis der Strassenbahn Genf, 2009

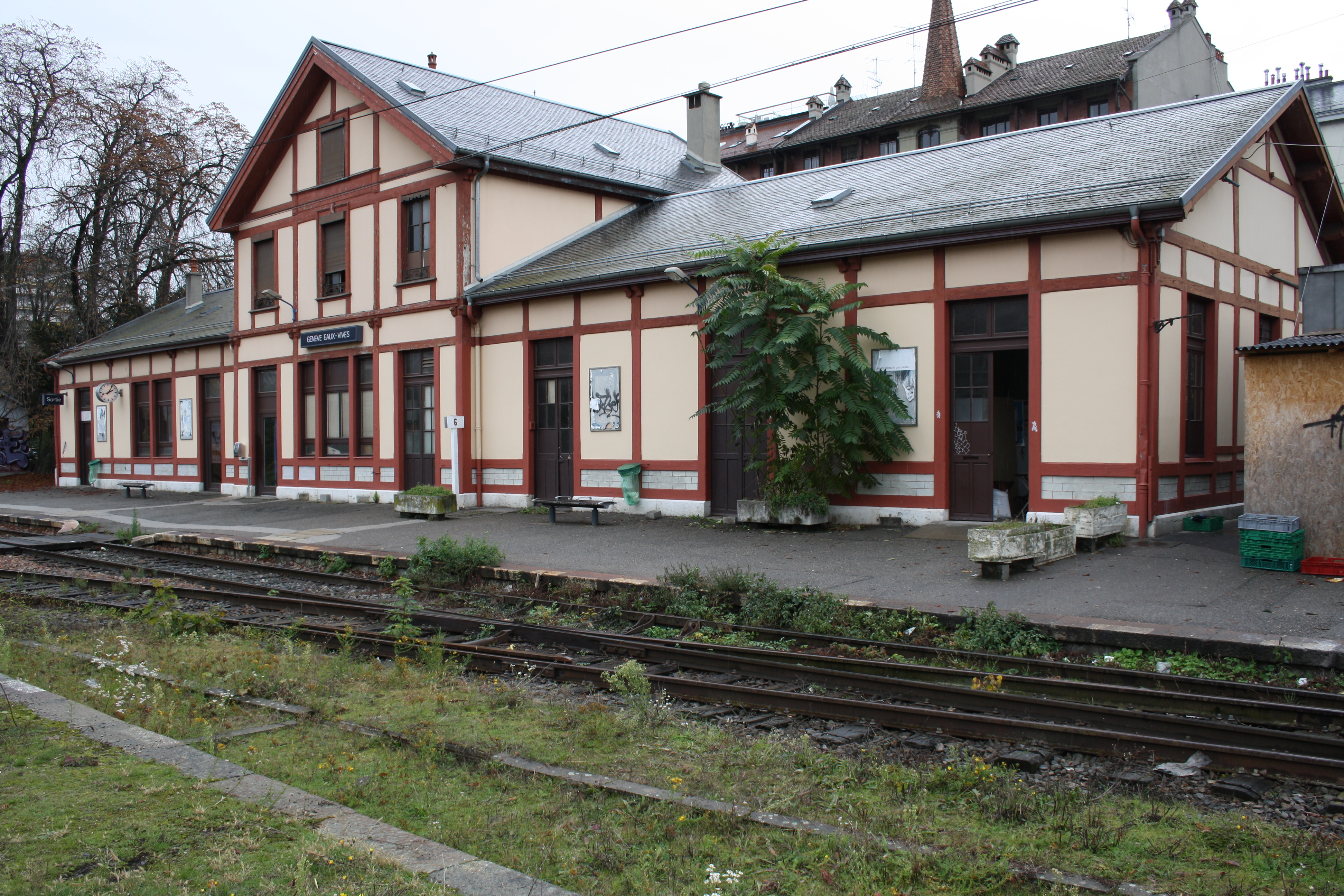
Gleisseite des alten Bahnhofs Genève-Eaux-Vives, 2009

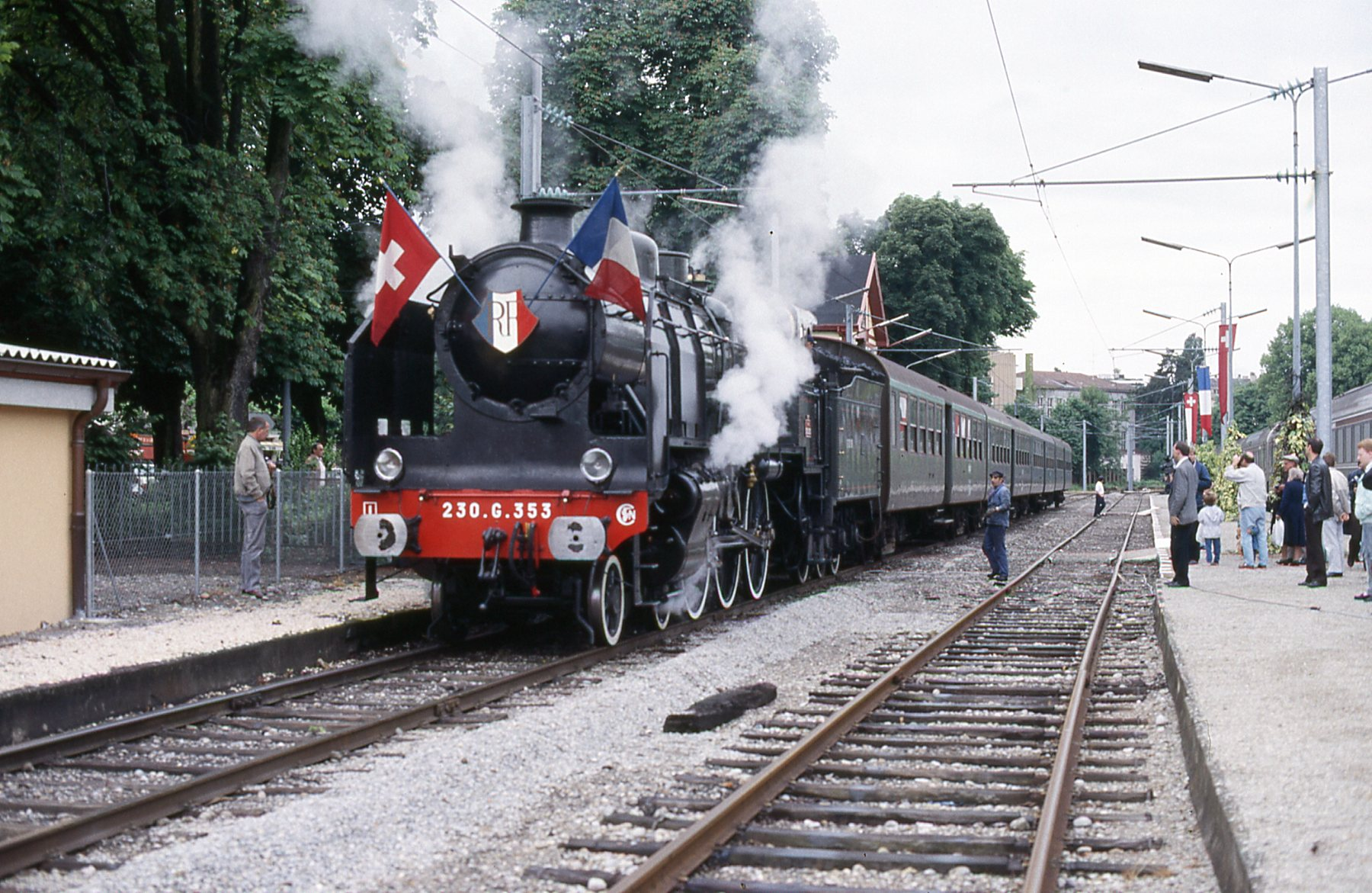
Sonderzug mit 230 G 353 im Bahnhof Eaux-Vives zum hundertsten Jubiläum der Strecke am 28. Mai 1988

Die rund sechs Kilometer lange normalspurige Einspur-Strecke hat bisher auf Schweizer Boden keine Verbindung zum übrigen Schweizer Normalspurnetz. Zwei Kilometer der Strecke zwischen Annemasse und der Staatsgrenze bei Ambilly in Frankreich gehören der staatlichen Eisenbahn-Infrastrukturgesellschaft SNCF Réseau. Die Staatsgrenze zur Schweiz bildet gleichzeitig die Eigentumsgrenze zur CFEG, der die übrigen vier Kilometer zwischen der Grenze bei Moillesulaz (Gemeinde Thônex) und dem Kopfbahnhof Genève-Eaux-Vives im gleichnamigen Genfer Stadtquartier gehören.
Der Betrieb auf der CFEG-Strecke – dem Abschnitt Genève-Eaux-Vives–Grenze (Moillesulaz) – erfolgt auf Kosten des Kantons Genf durch die staatliche französische Eisenbahngesellschaft (SNCF).
Während des Zweiten Weltkrieges war die Strecke nach der Besetzung Frankreichs durch die deutsche Wehrmacht bis 1942 die einzige Bahnverbindung zwischen der Schweiz und Frankreich, die nicht direkt von der Wehrmacht kontrolliert wurde, da Annemasse im unbesetzten Teil Frankreichs lag. Normalspurige Güterwagen wurden auf Rollschemeln und Rollböcken der meterspurigen Strassenbahn zwischen Eaux-Vives und dem Schweizer Normalspurnetz befördert.

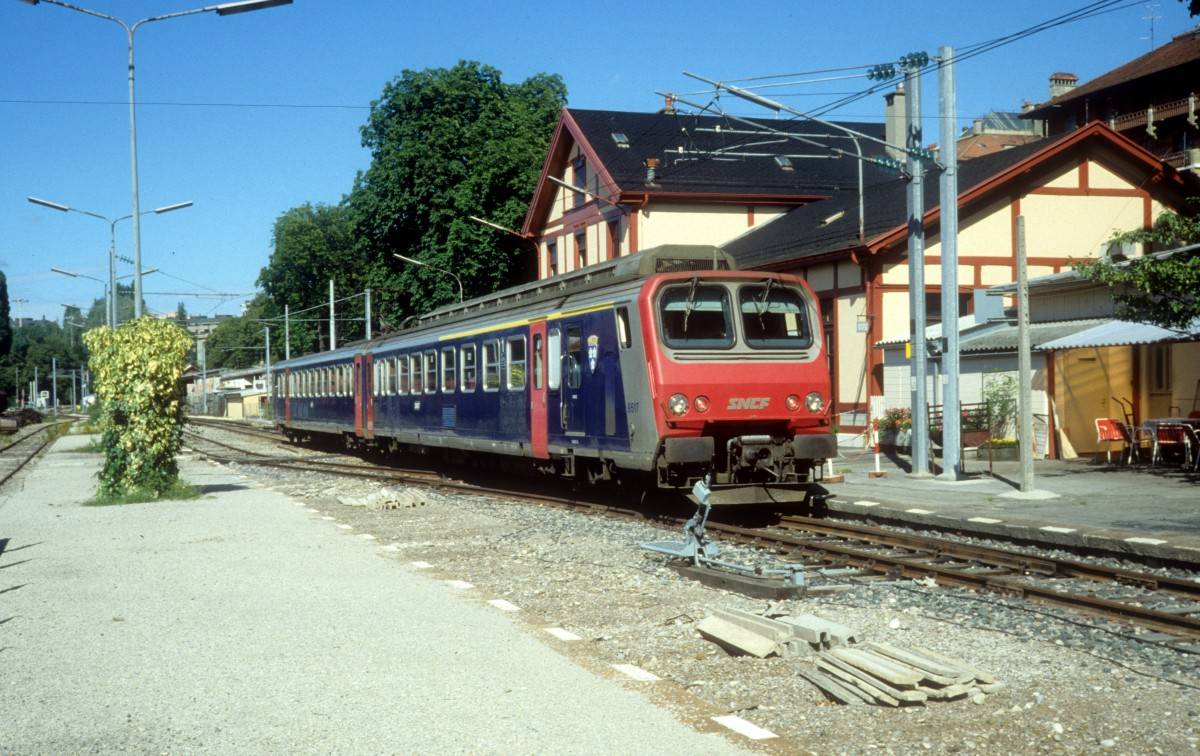
Bahnhof Genève-Eaux-Vives mit Z2-Zweisystemtriebwagen Z 9517 der SNCF, 1990

Der elektrische Betrieb auf der Strecke wurde erst am 28. September 1986 aufgenommen. Aufgrund der Isolation vom Schweizer Bahnnetz und dem Betrieb durch die SNCF wurde die Strecke mit dem französischen 50-Hz-System (25 kV) elektrifiziert.
Bereits vor der Elektrifikation wurde 1983 die Station Chêne-Bourg in der gleichnamigen Gemeinde aufgehoben, der einzige Haltepunkt in der Schweiz zwischen Moillesulaz und Eaux-Vives. Ende 1991 wurde schliesslich auch der Güterverkehr auf der Strecke eingestellt.
Am 9. Oktober 2013 hob der Bundesrat die Eisenbahninfrastruktur-Konzession des Kantons Genf für die Strecke auf, da der Kanton die neue Strecke nicht betreiben wird.

## Vertragswerke und Ausbaupläne
Die Schweiz und Frankreich haben am  14. Juni 1881 einen Staatsvertrag über die Bahnstrecke Genf–Annemasse abgeschlossen. Weiter existiert ein Vertrag von 1912 zwischen dem Kanton Genf und der Eidgenossenschaft, wonach eine Verbindung von Cornavin nach Eaux-Vives erbaut werde. Der Kanton musste einen Drittel der Baukosten tragen.
Die am 22. Juni 1877 erteilte Konzession des Kantons Genf, welche eigentlich am 25. Juni 1957 verfallen wäre, wurde am 17. Januar 1968 erneuert. Dabei wurde das neue Verfallsdatum auf den 31. Dezember 1987 festgelegt, mit der Klausel eines konditionalen, vorzeitigen Verfalls der Konzession, im Falle einer Übernahme durch die SBB.
Mit dem Projekt CEVA, ein Akronym für die Genfer Verbindungsbahn Cornavin–Eaux-Vives–Annemasse, wird der Vertrag rund hundert Jahre nach seinem Abschluss verwirklicht. Das CEVA-Projekt beinhaltet, dass die Strecke über den derzeitigen Kopfbahnhof Eaux-Vives hinaus nach La Praille durchgängig ausgebaut wird. Hierfür soll die CFEG-Trasse auf Schweizer Boden tiefergelegt, doppelspurig ausgebaut und überdeckt werden. Die Systemtrennstelle zwischen schweizerischem 16.7-Hz-Netz und französischem 50-Hz-Netz soll auf der durchgehenden Strecke neu an die Eigentumsgrenze/Landesgrenze verlegt werden. Damit entsteht zwar eine direkte Verbindung zum restlichen Schweizer Eisenbahnnetz, von Annemasse her werden dann aber im grenzüberschreitenden Pendlerverkehr nur noch Mehrsystemfahrzeuge eingesetzt werden können. Derzeit müssen Fahrgäste zwischen Eaux-Vives und dem Genfer Hauptbahnhof Cornavin Bus oder Tram benutzen.
Am 25. November 2011 wurde das Teilstück vom Bahnhof Eaux-Vives bis zum als Wendehaltestelle am 11. Dezember 2011 wiedereröffneten ehemaligen Bahnhof Chêne-Bourg stillgelegt und die Gleise entfernt. Am 1. April 2013 wurde der Verkehr auch zwischen Annemasse und Chêne-Bourg für mindestens fünf Jahre eingestellt. Als Ersatz gab es eine neue schnelle Buslinie ins Zentrum von Genf.
Am 15. Dezember 2019 wurde die CEVA in Betrieb genommen. Mit dem Tage der Betriebseröffnung ging die Strecke gemäss Artikel 7 des Vertrags von 1912 in das Eigentum der SBB über.